# Pneumatopteris egenolfioides
Pneumatopteris egenolfioides är en kärrbräkenväxtart som beskrevs av Holtt. Pneumatopteris egenolfioides ingår i släktet Pneumatopteris och familjen Thelypteridaceae. Inga underarter finns listade.